# Мидизм
Миди́зм (греч. μηδίσμός) — явление политической жизни Древней Греции, добровольное сотрудничество греков с персами, «персофильство». Шире — предательство греческих интересов перед варварами, «акт предательского сговора грека против свободы другого грека».
Плутарх в жизнеописании Фемистокла пишет:

Говорят, что Тимокреонт Родосский был изгнан за мидизм и что в осуждении Фемистокл подал голос против него. Когда же и Фемистокла обвиняли в мидизме, то Тимокреонт писал следующее:
Тимокреонт один не входит в дружбу с мидом.

Не я один с пятном: есть много и других;

Довольно в Греции, довольно есть лисиц.
— Плутарх. Жизнеописание Фемистокла (пер. С. Дестуниса)
Понятие «мидизм» происходит от этнонима «мидийцы». Этот иранский народ находился в близком родстве с древними персами и входил с ними в единую державу, в которой первоначально (в 600—559 годах до н. э.) господствовали мидийцы, а с 550 года до н. э., когда власть захватил Кир II, — персы. Древние греки переносили этноним «мидийцы» и на персов.